# 三山新城北站
三山新城北站是南海有軌電車1号线的一座車站，位於中国廣東省佛山市南海區长江路泰山路口以南，贵广和南广高铁的路轨南侧。在2021年8月18日随南海有轨电车1号线通车而启用。
本站與西南侧的环岛车辆段接軌。

## 车站结构
本站共有两层。地面为站厅及A、B出入口；周边为贵广、南广高铁的路轨，环岛车辆段及其上盖建筑万科天空之城；地上二層為月台和C出入口。

### 车站楼层
| 地上二层 | 侧式站台 | 侧式站台                                                     | 侧式站台 | 侧式站台 |
|          | 1 站台   | █南海有轨1号线 𧒽崗方向 （下站：中区）                       |          |          |
|          | 2 站台   | █南海有轨1号线 林岳东方向 （下站：文翰湖公园（季华实验室）） |          |          |
|          | 侧式站台 |                                                              |          |          |
|          | C出入口  | 售票機、客服中心、安检设施                                   |          |          |
| 地面     | 站厅     | 售票機、客服中心、安检设施、洗手间、A-B出入口                |          |          |

### 站台
本站设有两个侧式站台，位于贵广和南广高铁的路轨南侧的上空。本站卫生间设于站厅。
本站月台西端設有一組交叉渡線，供南海有轨1号线列车往返環島车辆段。从首通段开通至后通段开通前，南海有轨1号线所有列車使用该组渡线在本站進行站前折返，但后通段开通后所有列车不再使用此交叉渡线。

### 出入口
本站目前设有3个出入口供乘客进出。A、B口位于一层站厅；C口位于二层，与2站台直接相连。
|                                 |                       |      |              |                                                                  |
| 編號                            | 设施                  | 图片 | 出口指示     | 建議前往的目的地                                                 |
| A                               | 盲道标志              |      | 长江路       | 新田地公交站（西行）、南村公交站（西行）、长江路口公交站（西行） |
| B                               |                       |      | 长江路       | 长江路口公交站（西行）                                           |
| C                               | 无障碍通道标志 · 同层 |      | 万科天空之城 |                                                                  |
| 註： 設有 \| 設有 \| 設於同一層 |                       |      |              |                                                                  |

## 接駁交通
| 公交 \| 编号 \| 编号 \| 线路 \| 线路 \| 线路 \| 收费 \| 备注 \| \| ---- \| ---- \| -------- \| ---- \| ------ \| ---- \| -------------------------- \| \| \| 桂08 \| 富丰广场 \| ⇆ \| 新田地 \| 2元 \| 上课日部分班次绕经文翰中学 \| |      |          |      |        |      |                            |
| 编号 | 编号 | 线路     | 线路 | 线路   | 收费 | 备注                       |
| | 桂08 | 富丰广场 | ⇆    | 新田地 | 2元  | 上课日部分班次绕经文翰中学 |

## 历史
本站在规划期间称为大坊站，车站动工后改以三山新城北站作為工程名稱，并在开通前夕确认作为正式站名。本站曾计划作为首通段中途站，但其后因配合本站和三山新城南站之间增设文翰湖公园站，而改为首通段终点站。
2021年8月18日，本站随南海有轨电车1号线开通而启用。2022年11月29日，後通段開通，本站成為中途站；同時连接环岛车辆段上盖物业——万科天空之城的C口启用。